# Giro d’Italia 2014
97. edycja wyścigu kolarskiego Giro d’Italia odbywała się w dniach 9 maja – 1 czerwca 2014. Liczyła dwadzieścia jeden etapów o łącznym dystansie 3459,9 km. Wyścig ten zaliczany był do rankingu światowego UCI World Tour 2014.

## Uczestnicy
Na starcie tego wyścigu stanęły 22 zawodowe ekipy, w tym osiemnaście drużyn jeżdżących w UCI World Tour 2014 i cztery profesjonalne zespoły zaproszone przez organizatorów z tzw. „dziką kartą”.
Lista drużyn uczestniczących w wyścigu:
| Numery  | Kod | Drużyna                      |
| ------- | --- | ---------------------------- |
| 1-9     | AST | Astana Pro Team              |
| 11-19   | ALM | Ag2r-La Mondiale             |
| 21-29   | AND | Androni Giocattoli-Venezuela |
| 31-39   | BAR | Bardiani-CSF                 |
| 41-49   | BEL | Belkin                       |
| 51-59   | BMC | BMC Racing Team              |
| 61-69   | CAN | Cannondale Pro Cycling       |
| 71-79   | COL | Team Colombia                |
| 81-89   | FDJ | FDJ.fr                       |
| 91-99   | GRS | Garmin-Sharp                 |
| 100-109 | LAM | Lampre-Merida                |

| Numery  | Kod | Drużyna                 |
| ------- | --- | ----------------------- |
| 111-119 | LTB | Lotto-Belisol           |
| 121-129 | MOV | Movistar Team           |
| 131-139 | NRI | Neri Sottoli            |
| 141-149 | OPQ | Omega Pharma-Quick Step |
| 151-159 | OGE | Orica GreenEDGE         |
| 161-169 | EUC | Team Europcar           |
| 171-179 | GIA | Team Giant-Shimano      |
| 181-189 | KAT | Katusha Team            |
| 191-199 | SKY | Team Sky                |
| 201-209 | TCS | Team Tinkoff-Saxo       |
| 211-219 | TRE | Trek Factory Racing     |

## Etapy
| Etap | Data      | Start – Meta                             | km            | Typ           | Zwycięzca etapu  | Lider            |               |
| ---- | --------- | ---------------------------------------- | ------------- | ------------- | ---------------- | ---------------- | ------------- |
| 1.   | 9 maja    | Belfast – Belfast                        | 21,7          | TTT           | Orica GreenEDGE  | Svein Tuft       |               |
| 2.   | 10 maja   | Belfast – Belfast                        | 218           | Płaski        | Marcel Kittel    | Michael Matthews |               |
| 3.   | 11 maja   | Armagh – Dublin                          | 187           | Płaski        | Marcel Kittel    | Michael Matthews |               |
|      | 12 maja   | Dzień przerwy                            | Dzień przerwy | Dzień przerwy | Dzień przerwy    | Dzień przerwy    | Dzień przerwy |
| 4.   | 13 maja   | Giovinazzo – Bari                        | 112           | Płaski        | Nacer Bouhanni   | Michael Matthews |               |
| 5.   | 14 maja   | Tarent – Viggiano                        | 203           | Pagórkowaty   | Diego Ulissi     | Michael Matthews |               |
| 6.   | 15 maja   | Sassano – Monte Cassino                  | 247           | Pagórkowaty   | Michael Matthews | Michael Matthews |               |
| 7.   | 16 maja   | Frosinone – Foligno                      | 211           | Płaski        | Nacer Bouhanni   | Michael Matthews |               |
| 8.   | 17 maja   | Foligno – Montecopiolo                   | 179           | Pagórkowaty   | Diego Ulissi     | Cadel Evans      |               |
| 9.   | 18 maja   | Lugo – Sestola                           | 174           | Pagórkowaty   | Pieter Weening   | Cadel Evans      |               |
|      | 19 maja   | Dzień przerwy                            | Dzień przerwy | Dzień przerwy | Dzień przerwy    | Dzień przerwy    | Dzień przerwy |
| 10.  | 20 maja   | Modena – Salsomaggiore Terme             | 173           | Płaski        | Nacer Bouhanni   | Cadel Evans      |               |
| 11.  | 21 maja   | Collecchio – Savona                      | 249           | Pagórkowaty   | Michael Rogers   | Cadel Evans      |               |
| 12.  | 22 maja   | Barbaresco – Barolo                      | 46,4          | ITT           | Rigoberto Urán   | Rigoberto Urán   |               |
| 13.  | 23 maja   | Fossano – Rivarolo Canavese              | 157           | Płaski        | Marco Canola     | Rigoberto Urán   |               |
| 14.  | 24 maja   | Agliè – Sacro Monte di Oropa             | 164           | Górski        | Enrico Battaglin | Rigoberto Urán   |               |
| 15.  | 25 maja   | Valdengo – Montecampione                 | 225           | Górski        | Fabio Aru        | Rigoberto Urán   |               |
|      | 26 maja   | Dzień przerwy                            | Dzień przerwy | Dzień przerwy | Dzień przerwy    | Dzień przerwy    | Dzień przerwy |
| 16.  | 27 maja   | Ponte di Legno – Martell                 | 139           | Górski        | Nairo Quintana   | Nairo Quintana   |               |
| 17.  | 28 maja   | Sarnonico – Vittorio Veneto              | 208           | Płaski        | Stefano Pirazzi  | Nairo Quintana   |               |
| 18.  | 29 maja   | Belluno – Sugana Valley                  | 171           | Górski        | Julián Arredondo | Nairo Quintana   |               |
| 19.  | 30 maja   | Bassano del Grappa – Crespano del Grappa | 26,8          | ITT           | Nairo Quintana   | Nairo Quintana   |               |
| 20.  | 31 maja   | Maniago – Monte Zoncolan                 | 167           | Górski        | Michael Rogers   | Nairo Quintana   |               |
| 21.  | 1 czerwca | Gemona del Friuli – Triest               | 169           | Płaski        | Luka Mezgec      | Nairo Quintana   |               |

### Etap 1 – 09.05: Belfast – 21,7 km
| #  | Zespół                  | Czas    |
| -- | ----------------------- | ------- |
| 1. | Orica GreenEDGE         | 24' 42" |
| 2. | Omega Pharma-Quick Step | + 5"    |
| 3. | BMC Racing Team         | + 7"    |

| #    | Zawodnik           | Zespół | Czas     |
| ---- | ------------------ | ------ | -------- |
| 1.   | Svein Tuft         | OGE    | 24' 42"  |
| 2.   | Luke Durbridge     | OGE    | + 0"     |
| 3.   | Pieter Weening     | OGE    | + 0"     |
|      |                    |        |          |
| 26.  | Paweł Poljański    | TCS    | + 23"    |
| 28.  | Rafał Majka        | TCS    | + 23"    |
| 115. | Przemysław Niemiec | LAM    | + 1' 20" |

### Etap 2 – 10.05: Belfast – Belfast – 218 km
| #   | Zawodnik           | Zespół | Czas       |
| --- | ------------------ | ------ | ---------- |
| 1.  | Marcel Kittel      | GIA    | 5h 13' 12" |
| 2.  | Nacer Bouhanni     | FDJ    | + 0"       |
| 3.  | Giacomo Nizzolo    | TRE    | + 0"       |
|     |                    |        |            |
| 25. | Paweł Poljański    | TCS    | + 3"       |
| 59. | Rafał Majka        | TCS    | + 3"       |
| 72. | Przemysław Niemiec | LAM    | + 3"       |

| #    | Zawodnik           | Zespół | Czas       |
| ---- | ------------------ | ------ | ---------- |
| 1.   | Michael Matthews   | OGE    | 5h 37' 54" |
| 2.   | Luke Durbridge     | OGE    | + 3"       |
| 3.   | Ivan Santaromita   | OGE    | + 3"       |
|      |                    |        |            |
| 22.  | Paweł Poljański    | TCS    | + 26"      |
| 25.  | Rafał Majka        | TCS    | + 26"      |
| 112. | Przemysław Niemiec | LAM    | + 1' 23"   |

### Etap 3 – 11.05: Armagh – Dublin – 187 km
| #   | Zawodnik           | Zespół | Czas       |
| --- | ------------------ | ------ | ---------- |
| 1.  | Marcel Kittel      | GIA    | 4h 28' 43" |
| 2.  | Ben Swift          | SKY    | + 0"       |
| 3.  | Elia Viviani       | CAN    | + 0"       |
|     |                    |        |            |
| 22. | Rafał Majka        | TCS    | + 0"       |
| 47. | Paweł Poljański    | TCS    | + 11"      |
| 88. | Przemysław Niemiec | LAM    | + 11"      |

| #    | Zawodnik            | Zespół | Czas        |
| ---- | ------------------- | ------ | ----------- |
| 1.   | Michael Matthews    | OGE    | 10h 06' 37" |
| 2.   | Alessandro Petacchi | OPQ    | + 8"        |
| 3.   | Daniel Oss          | BMC    | + 10"       |
|      |                     |        |             |
| 19.  | Rafał Majka         | TCS    | + 26"       |
| 25.  | Paweł Poljański     | TCS    | + 37"       |
| 109. | Przemysław Niemiec  | LAM    | + 1' 34"    |

### Etap 4 – 13.05: Giovinazzo – Bari – 112 km
| #    | Zawodnik           | Zespół | Czas       |
| ---- | ------------------ | ------ | ---------- |
| 1.   | Nacer Bouhanni     | FDJ    | 2h 22' 06" |
| 2.   | Giacomo Nizzolo    | TRE    | + 0"       |
| 3.   | Tom Veelers        | GIA    | + 0"       |
|      |                    |        |            |
| 78.  | Przemysław Niemiec | LAM    | + 0"       |
| 93.  | Rafał Majka        | TCS    | + 0"       |
| 143. | Paweł Poljański    | TCS    | + 0"       |

| #    | Zawodnik            | Zespół | Czas        |
| ---- | ------------------- | ------ | ----------- |
| 1.   | Michael Matthews    | OGE    | 12h 28' 43" |
| 2.   | Alessandro Petacchi | OPQ    | + 8"        |
| 3.   | Daniel Oss          | BMC    | + 10"       |
|      |                     |        |             |
| 19.  | Rafał Majka         | TCS    | + 26"       |
| 25.  | Paweł Poljański     | TCS    | + 37"       |
| 109. | Przemysław Niemiec  | LAM    | + 1' 34"    |

### Etap 5 – 14.05: Tarent – Viggiano – 203 km
| #   | Zawodnik           | Zespół | Czas       |
| --- | ------------------ | ------ | ---------- |
| 1.  | Diego Ulissi       | LAM    | 5h 12' 39" |
| 2.  | Cadel Evans        | BMC    | + 1"       |
| 3.  | Julián Arredondo   | TRE    | + 1"       |
|     |                    |        |            |
| 5.  | Rafał Majka        | TCS    | + 1"       |
| 14. | Przemysław Niemiec | LAM    | + 1"       |
| 44. | Paweł Poljański    | TCS    | + 56"      |

| #   | Zawodnik           | Zespół | Czas        |
| --- | ------------------ | ------ | ----------- |
| 1.  | Michael Matthews   | OGE    | 17h 41' 23" |
| 2.  | Pieter Weening     | OGE    | + 14"       |
| 3.  | Cadel Evans        | BMC    | + 15"       |
|     |                    |        |             |
| 5.  | Rafał Majka        | TCS    | + 26"       |
| 29. | Paweł Poljański    | TCS    | + 1' 32"    |
| 33. | Przemysław Niemiec | LAM    | + 1' 34"    |

### Etap 6 – 15.05: Sassano – Monte Cassino – 247 km
| #   | Zawodnik           | Zespół | Czas       |
| --- | ------------------ | ------ | ---------- |
| 1.  | Michael Matthews   | OGE    | 6h 37' 01" |
| 2.  | Tim Wellens        | LTB    | + 0"       |
| 3.  | Cadel Evans        | BMC    | + 0"       |
|     |                    |        |            |
| 25. | Rafał Majka        | TCS    | + 49"      |
| 46. | Przemysław Niemiec | LAM    | + 1' 57"   |
| 73. | Paweł Poljański    | TCS    | + 4' 31"   |

| #   | Zawodnik           | Zespół | Czas        |
| --- | ------------------ | ------ | ----------- |
| 1.  | Michael Matthews   | OGE    | 17h 41' 23" |
| 2.  | Cadel Evans        | BMC    | + 14"       |
| 3.  | Rigoberto Urán     | OPQ    | + 1' 18"    |
|     |                    |        |             |
| 4.  | Rafał Majka        | TCS    | + 1' 25"    |
| 32. | Przemysław Niemiec | LAM    | + 3' 14"    |
| 49. | Paweł Poljański    | TCS    | + 6' 13"    |

### Etap 7 – 16.05: Frosinone – Foligno – 211 km
| #   | Zawodnik           | Zespół | Czas       |
| --- | ------------------ | ------ | ---------- |
| 1.  | Nacer Bouhanni     | FDJ    | 5h 16' 05" |
| 2.  | Giacomo Nizzolo    | TRE    | + 0"       |
| 3.  | Luka Mezgec        | GIA    | + 0"       |
|     |                    |        |            |
| 26. | Rafał Majka        | TCS    | + 0"       |
| 27. | Paweł Poljański    | TCS    | + 0"       |
| 77. | Przemysław Niemiec | LAM    | + 0"       |

| #   | Zawodnik           | Zespół | Czas        |
| --- | ------------------ | ------ | ----------- |
| 1.  | Michael Matthews   | OGE    | 29h 34' 19" |
| 2.  | Cadel Evans        | BMC    | + 21"       |
| 3.  | Rigoberto Urán     | OPQ    | + 1' 18"    |
|     |                    |        |             |
| 4.  | Rafał Majka        | TCS    | + 1' 25"    |
| 32. | Przemysław Niemiec | LAM    | + 3' 14"    |
| 48. | Paweł Poljański    | TCS    | + 6' 13"    |

### Etap 8 – 17.05: Foligno – Montecopiolo – 179 km
| #   | Zawodnik           | Zespół | Czas       |
| --- | ------------------ | ------ | ---------- |
| 1.  | Diego Ulissi       | LAM    | 4h 47' 47" |
| 2.  | Robert Kišerlovski | TRE    | + 0"       |
| 3.  | Wilco Kelderman    | LTB    | + 6"       |
|     |                    |        |            |
| 8.  | Rafał Majka        | TCS    | + 14"      |
| 45. | Paweł Poljański    | TCS    | + 7' 20"   |
| 48. | Przemysław Niemiec | LAM    | + 7' 30"   |

| #   | Zawodnik           | Zespół | Czas        |
| --- | ------------------ | ------ | ----------- |
| 1.  | Cadel Evans        | BMC    | 34h 22' 35" |
| 2.  | Rigoberto Urán     | OPQ    | + 57"       |
| 3.  | Rafał Majka        | TCS    | + 1' 10"    |
|     |                    |        |             |
| 38. | Przemysław Niemiec | LAM    | + 10' 42"   |
| 43. | Paweł Poljański    | TCS    | + 13' 04"   |

### Etap 9 – 18.05: Lugo – Sestola – 172 km
| #   | Zawodnik           | Zespół | Czas       |
| --- | ------------------ | ------ | ---------- |
| 1.  | Pieter Weening     | OGE    | 4h 25' 51" |
| 2.  | Davide Malacarne   | EUC    | + 0"       |
| 3.  | Domenico Pozzovivo | ALM    | + 42"      |
|     |                    |        |            |
| 9.  | Rafał Majka        | TCS    | + 1' 08"   |
| 55. | Przemysław Niemiec | LAM    | + 5' 05"   |
| 60. | Paweł Poljański    | TCS    | + 5' 45"   |

| #   | Zawodnik           | Zespół | Czas        |
| --- | ------------------ | ------ | ----------- |
| 1.  | Cadel Evans        | BMC    | 38h 49' 34" |
| 2.  | Rigoberto Urán     | OPQ    | + 57"       |
| 3.  | Rafał Majka        | TCS    | + 1' 10"    |
|     |                    |        |             |
| 37. | Przemysław Niemiec | LAM    | + 14' 39"   |
| 40. | Paweł Poljański    | TCS    | + 17' 41"   |

### Etap 10 – 20.05: Modena – Salsomaggiore Terme – 173 km

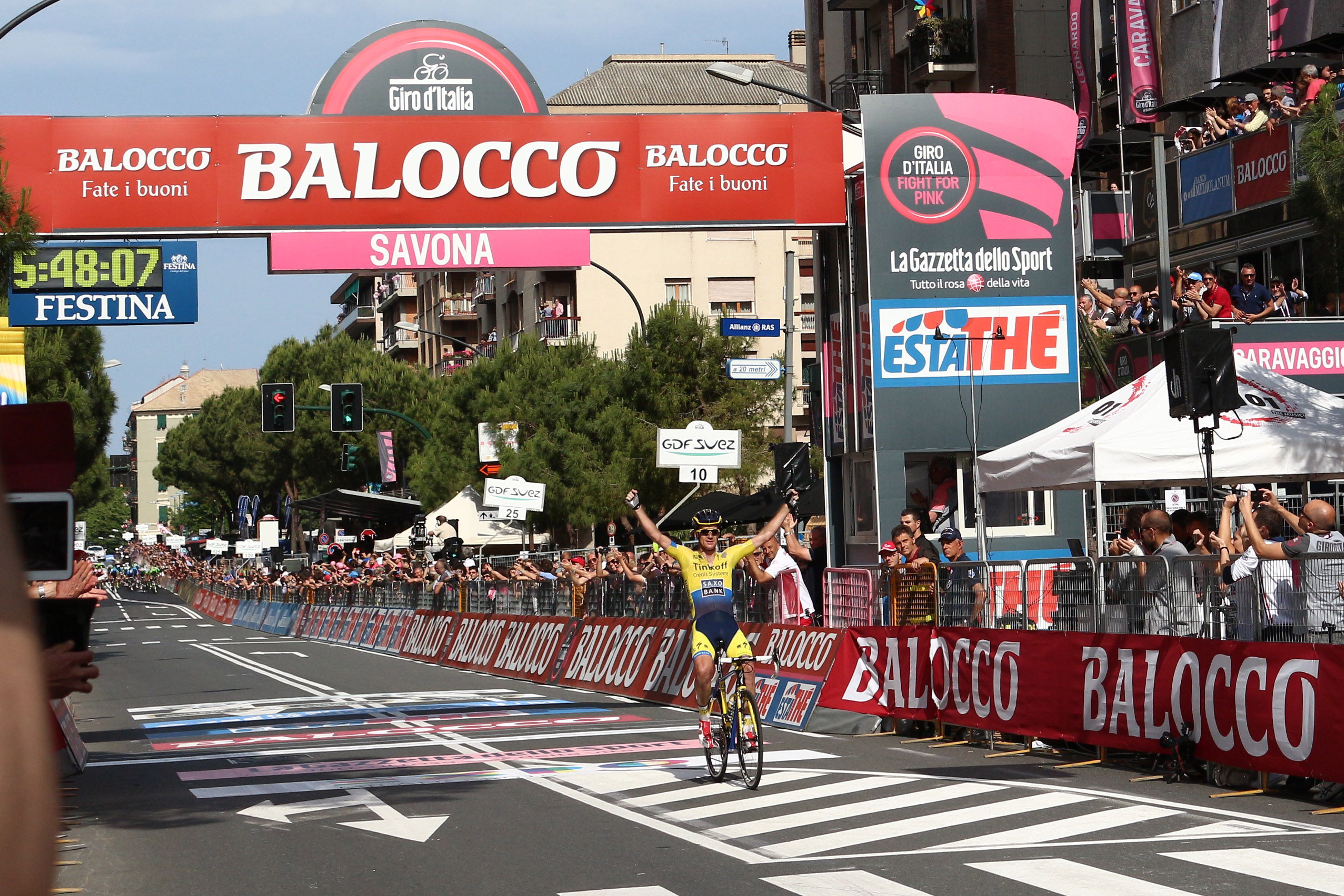
Michael Rogers przekraczający linię mety

| #   | Zawodnik           | Zespół | Czas       |
| --- | ------------------ | ------ | ---------- |
| 1.  | Nacer Bouhanni     | FDJ    | 4h 01' 13" |
| 2.  | Giacomo Nizzolo    | TRE    | + 0"       |
| 3.  | Michael Matthews   | OGE    | + 0"       |
|     |                    |        |            |
| 37. | Przemysław Niemiec | LAM    | + 0"       |
| 38. | Paweł Poljański    | TCS    | + 0"       |
| 39. | Rafał Majka        | TCS    | + 0"       |

| #   | Zawodnik           | Zespół | Czas        |
| --- | ------------------ | ------ | ----------- |
| 1.  | Cadel Evans        | BMC    | 42h 50' 47" |
| 2.  | Rigoberto Urán     | OPQ    | + 57"       |
| 3.  | Rafał Majka        | TCS    | + 1' 10"    |
|     |                    |        |             |
| 37. | Przemysław Niemiec | LAM    | + 14' 39"   |
| 40. | Paweł Poljański    | TCS    | + 17' 41"   |

### Etap 11 – 21.05: Collecchio – Savona – 249 km
| #   | Zawodnik           | Zespół | Czas       |
| --- | ------------------ | ------ | ---------- |
| 1.  | Michael Rogers     | TCS    | 5h 48' 08" |
| 2.  | Simon Geschke      | GIA    | + 10"      |
| 3.  | Enrico Battaglin   | BAR    | + 10"      |
|     |                    |        |            |
| 21. | Rafał Majka        | TCS    | + 10"      |
| 60. | Paweł Poljański    | TCS    | + 7' 42"   |
| 95. | Przemysław Niemiec | LAM    | + 14' 44"  |

| #   | Zawodnik           | Zespół | Czas        |
| --- | ------------------ | ------ | ----------- |
| 1.  | Cadel Evans        | BMC    | 48h 39' 04" |
| 2.  | Rigoberto Urán     | OPQ    | + 57"       |
| 3.  | Rafał Majka        | TCS    | + 1' 10"    |
|     |                    |        |             |
| 36. | Paweł Poljański    | TCS    | + 25' 13"   |
| 46. | Przemysław Niemiec | LAM    | + 29' 13"   |

### Etap 12 – 22.05: Barbaresco – Barolo – 41,9 km
| #   | Zawodnik           | Zespół | Czas     |
| --- | ------------------ | ------ | -------- |
| 1.  | Rigoberto Urán     | OPQ    | 57' 34"  |
| 2.  | Diego Ulissi       | LAM    | + 1' 17" |
| 3.  | Cadel Evans        | BMC    | + 1' 34" |
|     |                    |        |          |
| 4.  | Rafał Majka        | TCS    | + 1' 39" |
| 65. | Paweł Poljański    | TCS    | + 5' 47" |
| 73. | Przemysław Niemiec | LAM    | + 6' 12" |

| #   | Zawodnik           | Zespół | Czas        |
| --- | ------------------ | ------ | ----------- |
| 1.  | Rigoberto Urán     | OPQ    | 49h 37' 35" |
| 2.  | Cadel Evans        | BMC    | + 37"       |
| 3.  | Rafał Majka        | TCS    | + 1' 52"    |
|     |                    |        |             |
| 35. | Paweł Poljański    | TCS    | + 30' 03"   |
| 42. | Przemysław Niemiec | LAM    | + 34' 28"   |

### Etap 13 – 23.05: Fossano – Rivarolo Canavese – 157 km
| #    | Zawodnik           | Zespół | Czas       |
| ---- | ------------------ | ------ | ---------- |
| 1.   | Marco Canola       | BAR    | 3h 37' 20" |
| 2.   | Jackson Rodriguez  | AND    | + 0"       |
| 3.   | Angelo Tulik       | EUC    | + 0"       |
|      |                    |        |            |
| 27.  | Rafał Majka        | TCS    | + 11"      |
| 84.  | Paweł Poljański    | TCS    | + 11"      |
| 142. | Przemysław Niemiec | LAM    | + 2' 13"   |

| #   | Zawodnik           | Zespół | Czas        |
| --- | ------------------ | ------ | ----------- |
| 1.  | Rigoberto Urán     | OPQ    | 53h 15' 06" |
| 2.  | Cadel Evans        | BMC    | + 37"       |
| 3.  | Rafał Majka        | TCS    | + 1' 52"    |
|     |                    |        |             |
| 35. | Paweł Poljański    | TCS    | + 30' 03"   |
| 40. | Przemysław Niemiec | LAM    | + 34' 28"   |

### Etap 14 – 24.05: Agliè – Sacro Monte di Oropa – 164 km
| #   | Zawodnik           | Zespół | Czas       |
| --- | ------------------ | ------ | ---------- |
| 1.  | Enrico Battaglin   | BAR    | 4h 34' 41" |
| 2.  | Dario Cataldo      | SKY    | + 0"       |
| 3.  | Jarlinson Pantano  | COL    | + 7"       |
|     |                    |        |            |
| 19. | Rafał Majka        | TCS    | + 2' 47"   |
| 77. | Przemysław Niemiec | LAM    | + 13' 11"  |
| 78. | Paweł Poljański    | TCS    | + 13' 11"  |

| #   | Zawodnik           | Zespół | Czas        |
| --- | ------------------ | ------ | ----------- |
| 1.  | Rigoberto Urán     | OPQ    | 57h 52' 51" |
| 2.  | Cadel Evans        | BMC    | + 32"       |
| 3.  | Rafał Majka        | TCS    | + 1' 35"    |
|     |                    |        |             |
| 41. | Paweł Poljański    | TCS    | + 40' 10"   |
| 44. | Przemysław Niemiec | LAM    | + 44' 35"   |

### Etap 15 – 25.05: Valdengo – Montecampione – 225 km
| #   | Zawodnik           | Zespół | Czas       |
| --- | ------------------ | ------ | ---------- |
| 1.  | Fabio Aru          | AST    | 5h 33' 05" |
| 2.  | Fabio Duarte       | COL    | + 21"      |
| 3.  | Nairo Quintana     | OPQ    | + 22"      |
|     |                    |        |            |
| 6.  | Rafał Majka        | TCS    | + 57"      |
| 71. | Przemysław Niemiec | LAM    | + 19' 17"  |
| 74. | Paweł Poljański    | TCS    | + 19' 17"  |

| #   | Zawodnik           | Zespół | Czas         |
| --- | ------------------ | ------ | ------------ |
| 1.  | Rigoberto Urán     | OPQ    | 63h 26' 39"  |
| 2.  | Cadel Evans        | BMC    | + 1' 03"     |
| 3.  | Rafał Majka        | TCS    | + 1' 50"     |
|     |                    |        |              |
| 46. | Paweł Poljański    | TCS    | + 58' 45"    |
| 50. | Przemysław Niemiec | LAM    | + 1h 03' 10" |

### Etap 16 – 27.05: Ponte di Legno – Martell – 139 km
| #    | Zawodnik           | Zespół | Czas       |
| ---- | ------------------ | ------ | ---------- |
| 1.   | Nairo Quintana     | MOV    | 4h 42' 35" |
| 2.   | Ryder Hesjedal     | GRS    | + 8"       |
| 3.   | Pierre Rolland     | EUC    | + 1' 13"   |
|      |                    |        |            |
| 7.   | Rafał Majka        | TCS    | + 4' 08"   |
| 27.  | Przemysław Niemiec | LAM    | + 20' 37"  |
| 142. | Paweł Poljański    | TCS    | + 44' 07"  |

| #   | Zawodnik           | Zespół | Czas         |
| --- | ------------------ | ------ | ------------ |
| 1.  | Nairo Quintana     | MOV    | 68h 11' 44"  |
| 2.  | Rigoberto Urán     | OPQ    | + 1' 41"     |
| 3.  | Cadel Evans        | BMC    | + 3' 21"     |
|     |                    |        |              |
| 5.  | Rafał Majka        | TCS    | + 3' 28"     |
| 39. | Przemysław Niemiec | LAM    | + 1h 21' 17" |
| 51. | Paweł Poljański    | TCS    | + 1h 40' 22" |

### Etap 17 – 28.05: Sarnonico – Vittorio Veneto – 208 km
| #    | Zawodnik           | Zespół | Czas       |
| ---- | ------------------ | ------ | ---------- |
| 1.   | Stefano Pirazzi    | BAR    | 4h 38' 11" |
| 2.   | Tim Wellens        | LTB    | + 0"       |
| 3.   | Jay McCarthy       | TCS    | + 0"       |
|      |                    |        |            |
| 37.  | Rafał Majka        | TCS    | + 15' 36"  |
| 81.  | Paweł Poljański    | TCS    | + 15' 36"  |
| 106. | Przemysław Niemiec | LAM    | + 15' 36"  |

| #   | Zawodnik           | Zespół | Czas         |
| --- | ------------------ | ------ | ------------ |
| 1.  | Nairo Quintana     | MOV    | 73h 05' 31"  |
| 2.  | Rigoberto Urán     | OPQ    | + 1' 41"     |
| 3.  | Cadel Evans        | BMC    | + 3' 21"     |
|     |                    |        |              |
| 5.  | Rafał Majka        | TCS    | + 3' 28"     |
| 43. | Przemysław Niemiec | LAM    | + 1h 21' 17" |
| 52. | Paweł Poljański    | TCS    | + 1h 40' 22" |

### Etap 18 – 29.05: Belluno – Sugana Valley – 171 km
| #   | Zawodnik           | Zespół | Czas       |
| --- | ------------------ | ------ | ---------- |
| 1.  | Julián Arredondo   | TRE    | 4h 49' 51" |
| 2.  | Fabio Duarte       | COL    | + 17"      |
| 3.  | Philip Deignan     | SKY    | + 37"      |
|     |                    |        |            |
| 14. | Rafał Majka        | TCS    | + 2' 52"   |
| 57. | Paweł Poljański    | TCS    | + 15' 58"  |
| 68. | Przemysław Niemiec | LAM    | + 17' 56"  |

| #   | Zawodnik           | Zespół | Czas         |
| --- | ------------------ | ------ | ------------ |
| 1.  | Nairo Quintana     | MOV    | 77h 58' 08"  |
| 2.  | Rigoberto Urán     | OPQ    | + 1' 41"     |
| 3.  | Pierre Rolland     | EUC    | + 3' 29"     |
|     |                    |        |              |
| 5.  | Rafał Majka        | TCS    | + 3' 31"     |
| 44. | Przemysław Niemiec | LAM    | + 1h 36' 27" |
| 51. | Paweł Poljański    | TCS    | + 1h 53' 34" |

### Etap 19 – 30.05: Bassano del Grappa – Crespano del Grappa – 26,8 km
| #    | Zawodnik           | Zespół | Czas       |
| ---- | ------------------ | ------ | ---------- |
| 1.   | Nairo Quintana     | MOV    | 1h 05' 37" |
| 2.   | Fabio Aru          | AST    | + 17"      |
| 3.   | Rigoberto Urán     | OPQ    | + 1' 09"   |
|      |                    |        |            |
| 7.   | Rafał Majka        | TCS    | + 3' 28"   |
| 46.  | Paweł Poljański    | TCS    | + 7' 08"   |
| 119. | Przemysław Niemiec | LAM    | + 11' 49"  |

| #   | Zawodnik           | Zespół | Czas         |
| --- | ------------------ | ------ | ------------ |
| 1.  | Nairo Quintana     | MOV    | 79h 03' 45"  |
| 2.  | Rigoberto Urán     | OPQ    | + 3' 07"     |
| 3.  | Fabio Aru          | AST    | + 3' 48"     |
|     |                    |        |              |
| 6.  | Rafał Majka        | TCS    | + 6' 59"     |
| 48. | Przemysław Niemiec | LAM    | + 1h 48' 16" |
| 51. | Paweł Poljański    | TCS    | + 2h 00' 42" |

### Etap 20 – 31.05: Maniago – Monte Zoncolan – 167 km
| #   | Zawodnik            | Zespół | Czas       |
| --- | ------------------- | ------ | ---------- |
| 1.  | Michael Rogers      | TCS    | 4h 41' 55" |
| 2.  | Franco Pellizotti   | AND    | + 38"      |
| 3.  | Francesco Bongiorno | BAR    | + 49"      |
|     |                     |        |            |
| 21. | Rafał Majka         | TCS    | + 4' 59"   |
| 40. | Paweł Poljański     | TCS    | + 8' 13"   |
| 71. | Przemysław Niemiec  | LAM    | + 13' 51"  |

| #   | Zawodnik           | Zespół | Czas         |
| --- | ------------------ | ------ | ------------ |
| 1.  | Nairo Quintana     | MOV    | 83h 52' 25"  |
| 2.  | Rigoberto Urán     | OPQ    | + 3' 07"     |
| 3.  | Fabio Aru          | AST    | + 4' 04"     |
|     |                    |        |              |
| 6.  | Rafał Majka        | TCS    | + 7' 13"     |
| 49. | Przemysław Niemiec | LAM    | + 1h 57' 22" |
| 51. | Paweł Poljański    | TCS    | + 2h 04' 10" |

### Etap 21 – 01.06: Gemona del Friuli - Triest – 169 km
| #    | Zawodnik           | Zespół | Czas       |
| ---- | ------------------ | ------ | ---------- |
| 1.   | Luka Mezgec        | GIA    | 4h 23' 58" |
| 2.   | Giacomo Nizzolo    | TRE    | + 0"       |
| 3.   | Tyler Farrar       | GRS    | + 0"       |
|      |                    |        |            |
| 25.  | Rafał Majka        | TCS    | + 0"       |
| 99.  | Przemysław Niemiec | LAM    | + 28"      |
| 100. | Paweł Poljański    | TCS    | + 28"      |

| #   | Zawodnik           | Zespół | Czas         |
| --- | ------------------ | ------ | ------------ |
| 1.  | Nairo Quintana     | MOV    | 88h 14' 32"  |
| 2.  | Rigoberto Urán     | OPQ    | + 2' 58"     |
| 3.  | Fabio Aru          | AST    | + 4' 04"     |
|     |                    |        |              |
| 6.  | Rafał Majka        | TCS    | + 7' 04"     |
| 49. | Przemysław Niemiec | LAM    | + 1h 57' 41" |
| 50. | Paweł Poljański    | TCS    | + 2h 04' 29" |

## Posiadacze koszulek po poszczególnych etapach
| Etap                 | Zwycięzca            | Generalna Maglia rosa | Górska Maglia azzurra | Punktowa Maglia rossa | Młodzieżowa Maglia bianca | Trofeo Fast Team        | Trofeo Super Team       |
| -------------------- | -------------------- | --------------------- | --------------------- | --------------------- | ------------------------- | ----------------------- | ----------------------- |
| 1                    | Orica GreenEDGE      | Svein Tuft            | —                     | —                     | Luke Durbridge            | Orica GreenEDGE         | Orica GreenEDGE         |
| 2                    | Marcel Kittel        | Michael Matthews      | Maarten Tjallingii    | Marcel Kittel         | Michael Matthews          | Orica GreenEDGE         | Orica GreenEDGE         |
| 3                    | Marcel Kittel        | Michael Matthews      | Maarten Tjallingii    | Marcel Kittel         | Michael Matthews          | Orica GreenEDGE         | Team Sky                |
| 4                    | Nacer Bouhanni       | Michael Matthews      | Maarten Tjallingii    | Nacer Bouhanni        | Michael Matthews          | Orica GreenEDGE         | Team Giant-Shimano      |
| 5                    | Diego Ulissi         | Michael Matthews      | Maarten Tjallingii    | Elia Viviani          | Michael Matthews          | Astana Pro Team         | Team Giant-Shimano      |
| 6                    | Michael Matthews     | Michael Matthews      | Michael Matthews      | Elia Viviani          | Michael Matthews          | BMC Racing Team         | Team Giant-Shimano      |
| 7                    | Nacer Bouhanni       | Michael Matthews      | Michael Matthews      | Nacer Bouhanni        | Michael Matthews          | BMC Racing Team         | Team Giant-Shimano      |
| 8                    | Diego Ulissi         | Cadel Evans           | Julián Arredondo      | Nacer Bouhanni        | Rafał Majka               | BMC Racing Team         | Trek Factory Racing     |
| 9                    | Pieter Weening       | Cadel Evans           | Julián Arredondo      | Nacer Bouhanni        | Rafał Majka               | Omega Pharma-Quick Step | Lampre-Merida           |
| 10                   | Nacer Bouhanni       | Cadel Evans           | Julián Arredondo      | Nacer Bouhanni        | Rafał Majka               | Omega Pharma-Quick Step | Lampre-Merida           |
| 11                   | Michael Rogers       | Cadel Evans           | Julián Arredondo      | Nacer Bouhanni        | Rafał Majka               | Omega Pharma-Quick Step | Lampre-Merida           |
| 12                   | Rigoberto Urán       | Rigoberto Urán        | Julián Arredondo      | Nacer Bouhanni        | Rafał Majka               | Omega Pharma-Quick Step | Lampre-Merida           |
| 13                   | Marco Canola         | Rigoberto Urán        | Julián Arredondo      | Nacer Bouhanni        | Rafał Majka               | Omega Pharma-Quick Step | Lampre-Merida           |
| 14                   | Enrico Battaglin     | Rigoberto Urán        | Julián Arredondo      | Nacer Bouhanni        | Rafał Majka               | Omega Pharma-Quick Step | Lampre-Merida           |
| 15                   | Fabio Aru            | Rigoberto Urán        | Julián Arredondo      | Nacer Bouhanni        | Rafał Majka               | Omega Pharma-Quick Step | Lampre-Merida           |
| 16                   | Nairo Quintana       | Nairo Quintana        | Julián Arredondo      | Nacer Bouhanni        | Nairo Quintana            | Ag2r-La Mondiale        | Lampre-Merida           |
| 17                   | Stefano Pirazzi      | Nairo Quintana        | Julián Arredondo      | Nacer Bouhanni        | Nairo Quintana            | Ag2r-La Mondiale        | Omega Pharma-Quick Step |
| 18                   | Julián Arredondo     | Nairo Quintana        | Julián Arredondo      | Nacer Bouhanni        | Nairo Quintana            | Ag2r-La Mondiale        | Omega Pharma-Quick Step |
| 19                   | Nairo Quintana       | Nairo Quintana        | Julián Arredondo      | Nacer Bouhanni        | Nairo Quintana            | Ag2r-La Mondiale        | Omega Pharma-Quick Step |
| 20                   | Michael Rogers       | Nairo Quintana        | Julián Arredondo      | Nacer Bouhanni        | Nairo Quintana            | Ag2r-La Mondiale        | Omega Pharma-Quick Step |
| 21                   | Luka Mezgec          | Nairo Quintana        | Julián Arredondo      | Nacer Bouhanni        | Nairo Quintana            | Ag2r-La Mondiale        | Omega Pharma-Quick Step |
| Klasyfikacja końcowa | Klasyfikacja końcowa | Nairo Quintana        | Julián Arredondo      | Nacer Bouhanni        | Nairo Quintana            | Ag2r-La Mondiale        | Omega Pharma-Quick Step |

## Klasyfikacje końcowe

### Klasyfikacja generalna
|    | Zawodnik           | Zespół                  | Czas         |
| -- | ------------------ | ----------------------- | ------------ |
| 1  | Nairo Quintana     | Movistar Team           | 88h 14' 32"  |
| 2  | Rigoberto Urán     | Omega Pharma-Quick Step | + 3' 07"     |
| 3  | Fabio Aru          | Pro Team Astana         | + 4' 04"     |
| 4  | Pierre Rolland     | Team Europcar           | + 5' 46"     |
| 5  | Domenico Pozzovivo | Ag2r-La Mondiale        | + 6' 32"     |
| 6  | Rafał Majka        | Team Tinkoff-Saxo       | + 7' 04"     |
| 7  | Wilco Kelderman    | Belkin Pro Cycling Team | + 11' 00"    |
| 8  | Cadel Evans        | BMC Racing Team         | + 12' 51"    |
| 9  | Ryder Hesjedal     | Garmin-Sharp            | + 13' 35"    |
| 10 | Robert Kišerlovski | Trek Factory Racing     | + 15' 49"    |
|    |                    |                         |              |
| 49 | Przemysław Niemiec | Lampre-Merida           | + 1h 57' 41" |
| 50 | Paweł Poljański    | Team Tinkoff-Saxo       | + 2h 04' 19" |

|     | Zawodnik           | Zespół                 | Punkty |
| --- | ------------------ | ---------------------- | ------ |
| 1   | Nacer Bouhanni     | FDJ.fr                 | 291    |
| 2   | Giacomo Nizzolo    | Trek Factory Racing    | 265    |
| 3   | Roberto Ferrari    | Lampre-Merida          | 186    |
| 4   | Elia Viviani       | Cannondale Pro Cycling | 174    |
| 5   | Ben Swift          | Team Sky               | 135    |
| 6   | Luka Mezgec        | Team Giant-Shimano     | 128    |
| 7   | Enrico Battaglin   | Bardiani-CSF           | 108    |
| 8   | Tyler Farrar       | Garmin-Sharp           | 103    |
| 9   | Cadel Evans        | BMC Racing Team        | 96     |
| 10  | Tim Wellens        | Lotto-Belisol          | 94     |
|     |                    |                        |        |
| 23  | Rafał Majka        | Team Tinkoff-Saxo      | 47     |
| 110 | Przemysław Niemiec | Lampre-Merida          | 2      |

|    | Zawodnik           | Zespół                       | Punkty |
| -- | ------------------ | ---------------------------- | ------ |
| 1  | Julián Arredondo   | Trek Factory Racing          | 173    |
| 2  | Dario Cataldo      | Team Sky                     | 132    |
| 3  | Nairo Quintana     | Movistar Team                | 88     |
| 4  | Tim Wellens        | Lotto-Belisol                | 79     |
| 5  | Robinson Chalapud  | Team Colombia                | 73     |
| 6  | Jonathan Monsalve  | Neri Sottoli                 | 68     |
| 7  | Fabio Aru          | Pro Team Astana              | 57     |
| 8  | Pierre Rolland     | Team Europcar                | 46     |
| 9  | Jarlinson Pantano  | Team Colombia                | 43     |
| 10 | Franco Pellizotti  | Androni Giocattoli-Venezuela | 42     |
|    |                    |                              |        |
| 41 | Rafał Majka        | Team Tinkoff-Saxo            | 9      |
| 59 | Przemysław Niemiec | Lampre-Merida                | 2      |

|    | Zawodnik        | Zespół                  | Czas         |
| -- | --------------- | ----------------------- | ------------ |
| 1  | Nairo Quintana  | Movistar Team           | 88h 14' 32"  |
| 2  | Fabio Aru       | Pro Team Astana         | + 4' 04"     |
| 3  | Rafał Majka     | Team Tinkoff-Saxo       | + 7' 04"     |
| 4  | Wilco Kelderman | Belkin Pro Cycling Team | + 11' 00"    |
| 5  | Sebastián Henao | Team Sky                | + 56' 24"    |
| 6  | Georg Preidler  | Team Giant-Shimano      | + 1h 05' 03" |
| 7  | Mikel Landa     | Pro Team Astana         | + 1h 23' 06" |
| 8  | Marc Goos       | Belkin Pro Cycling Team | + 1h 30' 43" |
| 9  | Jan Polanc      | Lampre-Merida           | + 1h 45' 31" |
| 10 | Paweł Poljański | Team Tinkoff-Saxo       | + 2h 04' 29" |

|    | Zespół                  | Czas         |
| -- | ----------------------- | ------------ |
| 1  | Ag2r-La Mondiale        | 264h 30′ 55″ |
| 2  | Omega Pharma-Quick Step | + 19' 32"    |
| 3  | Team Tinkoff-Saxo       | + 27' 12"    |
| 4  | BMC Racing Team         | + 1h 08' 24" |
| 5  | Movistar Team           | + 1h 13' 52" |
| 6  | Pro Team Astana         | + 1h 26' 51" |
| 7  | Team Sky                | + 1h 28' 05" |
| 8  | Lampre-Merida           | + 1h 47' 02" |
| 9  | Team Europcar           | + 2h 04' 31" |
| 10 | Trek Factory Racing     | + 2h 14' 58" |

|    | \| \| Zespół \| Punkty \| \| -- \| ---------------------------- \| ------ \| \| 1 \| Omega Pharma-Quick Step \| 327 \| \| 2 \| Bardiani-CSF \| 303 \| \| 3 \| Trek Factory Racing \| 294 \| \| 4 \| Team Sky \| 294 \| \| 5 \| Ag2r-La Mondiale \| 285 \| \| 6 \| Lampre-Merida \| 280 \| \| 7 \| Team Giant-Shimano \| 278 \| \| 8 \| Team Tinkoff-Saxo \| 262 \| \| 9 \| Androni Giocattoli-Venezuela \| 224 \| \| 10 \| BMC Racing Team \| 211 \| |        |
|    | Zespół | Punkty |
| 1  | Omega Pharma-Quick Step | 327    |
| 2  | Bardiani-CSF | 303    |
| 3  | Trek Factory Racing | 294    |
| 4  | Team Sky | 294    |
| 5  | Ag2r-La Mondiale | 285    |
| 6  | Lampre-Merida | 280    |
| 7  | Team Giant-Shimano | 278    |
| 8  | Team Tinkoff-Saxo | 262    |
| 9  | Androni Giocattoli-Venezuela | 224    |
| 10 | BMC Racing Team | 211    |